# Дункан (река)
Дункан (англ. Duncan River) — река на юго-востоке канадской провинции Британская Колумбия. Крупнейший приток реки Кутеней, которая в свою очередь является притоком реки Колумбия. Длина реки составляет 206 км; площадь её бассейна — 2443 км².
Река Дункан берёт начало близ горы Доусон и течёт в южном направлении между горными хребтами Селкерк и Пёрселл. Река протекает через озеро Дункан — естественное озеро, уровень которого был увеличен за счёт строительства плотины Дункан. Ниже плотины река принимает свой крупнейший приток — реку Лардо. Впадает в северную честь озера Кутеней.
Река Дункан была названа в честь Джона Дункана, старателя и кандидата в колониальный законодательный совет от округа Кутеней-Ленд в 1866 году. На некоторых ранних картах озеро Дункан было подписано как «Верхний Кутеней» или «Хаузер», однако начиная с 1912 года название «Дункан» явно преобладало.
До строительства на реке плотины, на Дункане было развито судоходство, которое использовалось главным образом для нужд добывающей и лесной промышленности долины. Плотина Дункан была построена в 1967 году в рамках Договора о реке Колумбия. До строительства плотины озеро имело протяжённость около 25 км, сейчас длина водохранилища — около 45 км. Выработка электроэнергии на плотине Дункан на осуществляется, так как целью её строительства был контроль за уровнем воды в озере Кутеней и защита от наводнений.